# Acipenseriforme

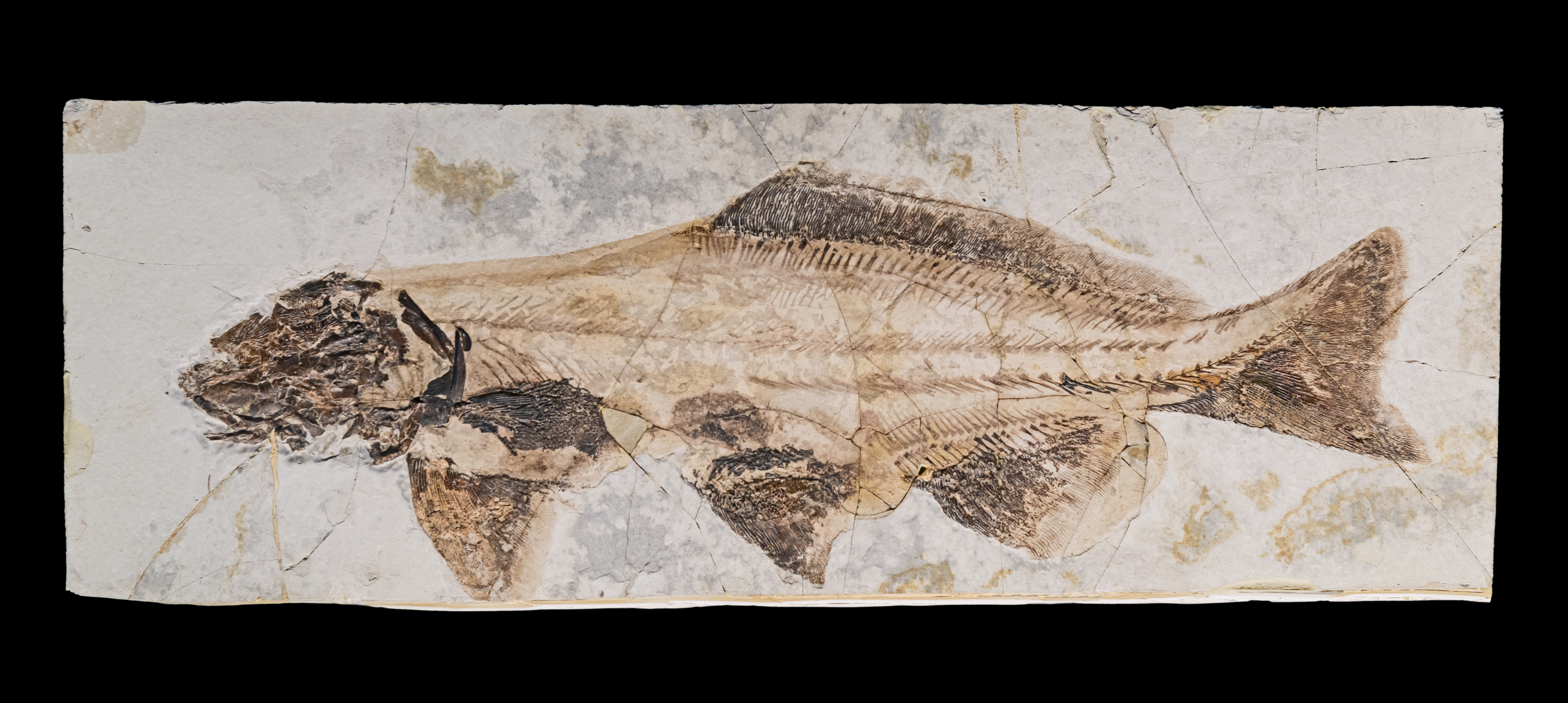
Yanosteus longidorsalis

Acipenseriformele (Acipenseriformes) este un ordin de pești osoși mari cu corpul alungit fusiform, acoperit cu cinci rânduri de plăci osoase longitudinale și cu solzi ganoizi, restrânși în anumite regiuni ale corpului. Craniul este alungit și se termină în rostru prevăzut cu mustăți senzoriale. Gura are o poziție ventrală și este lipsită de dinți. Coada heterocercă. Coarda dorsală se păstrează în întregime toată viața. Scheletul, în cea mai mare parte, este cartilaginos. Sunt răspândiți în apele marine din zona temperată, dar în perioada de reproducere migrează și în ape dulci. Acipenseriformele sunt pești primitivi, fosile cunoscute datează din cretacicul inferior. 
În apele României trăiesc șase specii aparținând la două genuri:
1. Acipenser ruthenus, cega
2. Acipenser nudiventris, viza
3. Acipenser gueldenstaedtii, nisetrul
4. Acipenser stellatus, păstruga
5. Acipenser sturio, șipul
6. Huso huso, morunul